# Mistrovství světa v biatlonu 2017 – závod s hromadným startem žen
Závod s hromadným startem žen na Mistrovství světa v biatlonu 2017 se konal v neděli 19. února jako v pořadí pátý ženský závod biatlonu v lyžařském středisku Biathlon Stadium Hochfilzen. Zahájení závodu s hromadným startem proběhlo v 11.30 hodin středoevropského času. Závodu se zúčastnilo celkem 30 biatlonistek.
Obhájkyní prvenství byla Marie Dorinová Habertová z Francie, jež tentokrát skončila v cíli sedmá.
Kompletní sbírku medailí ze všech disciplín z Hochfilzenu rozšířila německá biatlonistka Laura Dahlmeierová, která tak na šampionátu získala pět zlatých a jeden stříbrný kov. Na světových šampionátech získala už jedenáctou medaili za sebou, a svůj vlastní rekord v tomhle hledisku ještě navýšila. Premiérovou medaili z vrcholných akcí, stříbrnou, ukořistila Američanka Susan Dunkleeová, která podobně jako Němka v závodě ani jednou nechybovala. První medaili ze šampionátu si zapsala Kaisa Mäkäräinenová z Finska, která tak obhájila svou pozici ze stejné disciplíny z norského Osla v roce 2016, kde rovněž brala bronz. Celkově se jednalo o její šestou medaili z vrcholné akce, šestou bronzovou.

## Výsledky
| Pořadí | č. | biatlonistka             | stát        | střelba (L+L+S+S) | čas     | ztráta  |
| --- | -- | ------------------------ | ----------- | ----------------- | ------- | ------- |
| Zlatá medaile | 2  | Laura Dahlmeierová (y)   | Německo     | 0 (0+0+0+0)       | 33:13,8 | —       |
| Stříbrná medaile | 17 | Susan Dunkleeová         | USA         | 0 (0+0+0+0)       | 33:18,4 | +4,6    |
| Bronzová medaile | 6  | Kaisa Mäkäräinenová      | Finsko      | 1 (1+0+0+0)       | 33:33,9 | +20,1   |
| 4. | 1  | Gabriela Koukalová (r)   | Česko       | 1 (0+0+0+1)       | 33:37,8 | +24,0   |
| 5. | 26 | Teja Gregorinová         | Slovinsko   | 1 (0+1+0+0)       | 33:38,0 | +24,2   |
| 6. | 13 | Julija Džymová           | Ukrajina    | 1 (0+1+0+0)       | 33:38,2 | +24,4   |
| 7. | 7  | Marie Dorinová Habertová | Francie     | 1 (0+0+0+1)       | 33:54,1 | +40,3   |
| 8. | 8  | Dorothea Wiererová       | Itálie      | 2 (0+0+1+1)       | 34:19,4 | +1:05,6 |
| 9. | 5  | Alexia Runggaldierová    | Itálie      | 0 (0+0+0+0)       | 34:20,7 | +1:06,9 |
| 10. | 25 | Paulína Fialková         | Slovensko   | 2 (0+1+1+0)       | 34:27,9 | +1:14,1 |
| 11. | 19 | Lisa Vittozziová         | Itálie      | 0 (0+0+0+0)       | 34:28,6 | +1:14,8 |
| 12. | 28 | Tiril Eckhoffová         | Norsko      | 4 (0+2+2+0)       | 34:30,0 | +1:16,2 |
| 13. | 4  | Anaïs Chevalierová       | Francie     | 1 (1+0+0+0)       | 34:37,8 | +1:24,0 |
| 14. | 20 | Anastasija Merkušinová   | Ukrajina    | 1 (1+0+0+0)       | 34:42,5 | +1:28,7 |
| 15. | 24 | Irina Starychová         | Rusko       | 2 (1+0+1+0)       | 34:50,8 | +1:37,0 |
| 16. | 23 | Naděžda Skardinová       | Bělorusko   | 1 (0+1+0+0)       | 35:01,3 | +1:47,5 |
| 17. | 18 | Celia Aymonierová        | Francie     | 4 (0+1+2+1)       | 35:03,6 | +1:49,8 |
| 18. | 27 | Selina Gasparinová       | Švýcarsko   | 3 (2+0+0+1)       | 35:10,6 | +1:56,8 |
| 19. | 3  | Darja Domračevová        | Bělorusko   | 4 (0+3+1+0)       | 35:30,5 | +2:16,7 |
| 20. | 14 | Vanessa Hinzová          | Německo     | 3 (0+3+0+0)       | 35:47,1 | +2:33,3 |
| 21. | 21 | Federica Sanfilippová    | Itálie      | 5 (0+0+3+2)       | 35:52,2 | +2:38,4 |
| 22. | 22 | Anastasia Kuzminová      | Slovensko   | 4 (1+2+1+0)       | 35:52,3 | +2:38,5 |
| 23. | 12 | Taťána Akimovová         | Rusko       | 5 (0+2+1+2)       | 35:57,2 | +2:43,4 |
| 24. | 30 | Clare Eganová            | USA         | 4 (1+0+1+2)       | 36:17,9 | +3:04,1 |
| 25. | 16 | Lisa Hauserová           | Rakousko    | 6 (2+3+1+0)       | 36:32,6 | +3:18,8 |
| 26. | 11 | Eva Puskarčíková         | Česko       | 5 (2+2+1+0)       | 36:42,3 | +3:28,5 |
| 27. | 9  | Franziska Hildebrandová  | Německo     | 2 (0+2+0+0)       | 36:54,4 | +3:40,6 |
| 28. | 10 | Justine Braisazová       | Francie     | 9 (1+1+2+5)       | 37:03,8 | +3:50,0 |
| 29. | 15 | Marte Olsbuová           | Norsko      | 6 (1+2+2+1)       | 37:47,6 | +4:33,8 |
| 30. | 29 | Jekatěrina Avakumovová   | Jižní Korea | 5 (0+2+3+0)       | 38:00,7 | +4:46,9 |
| zdroj: Mezinárodní biatlonová unie r – vedoucí závodnice disciplíny ve světovém poháru, y – vedoucí závodnice hodnocení světového poháru |    |                          |             |                   |         |         |